# Amenia albosquamata
Amenia albosquamata är en tvåvingeart som beskrevs av Donald Henry Colless 1998. Amenia albosquamata ingår i släktet Amenia och familjen spyflugor. Inga underarter finns listade i Catalogue of Life.